# Alessandro Specchi
Alessandro Specchi (1668 - 1729) est un architecte et graveur italien.

## Biographie
Né en 1668 à Rome, il suit sa formation comme architecte auprès de Carlo Fontana. Il se spécialise également comme graveur. Il réalise notamment une série de planches pour des estampes de vedute ou vues de Rome.
En tant qu'architecte, il est influencé par Francesco Borromini. Sa première œuvre majeure est la conception du port baroque de Ripetta, le port de Rome, sur les rives du Tibre. Avec ce projet, Specchi rompt avec l'architecture classicisante de son maître Fontana. Le port est cependant détruit en 1874 avec le développement des défenses contre les inondations et de la route riveraine du Lungotevere. Il est remplacé par le Pont Cavour. La fontaine au sommet du port est déplacée vers un site voisin.
En 1711, Specchi devient membre de l'Accademia di San Luca, l'académie des artistes de Rome.
En tant qu'architecte papal, il soumet un projet pour le célèbre escalier espagnol menant de la place d'Espagne à l'église française de la Trinité-des-Monts, mais la proposition de l'architecte italien peu connu Francesco de Sanctis est préférée par les moines français. L'escalier est construit selon sa conception entre 1723 et 1728.
On lui doit aussi plusieurs interventions à divers palais romains : le Palazzo de Carolis sur la Via del Corso (aujourd'hui le siège de la Banque de Rome), le maître-autel du Panthéon, le Palazzo Pichini-Roccagiovine, le Palazzo Verospi et le Palazzo Albani, ainsi que des ajouts au Palazzo del Quirinale. Il a également ajouté la façade supérieure à l'église Sainte-Anne de Vignola au Vatican.
Sa carrière s'achève cependant en 1725 lorsqu'après l'écroulement du portique de Saint-Paul-hors-les-Murs, il est expulsé de l'Académie de Saint-Luc.

## Galerie

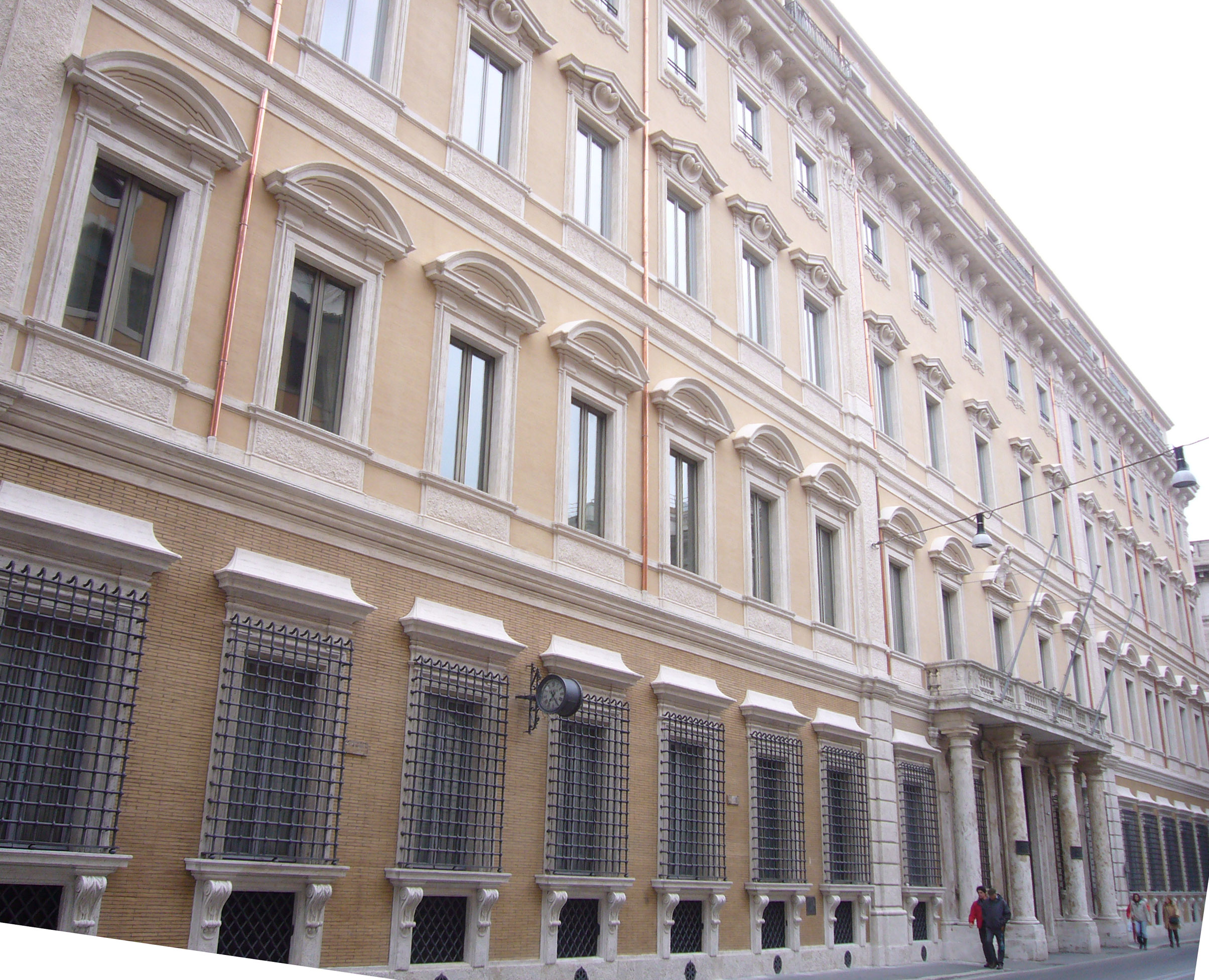
Palazzo de Carolis
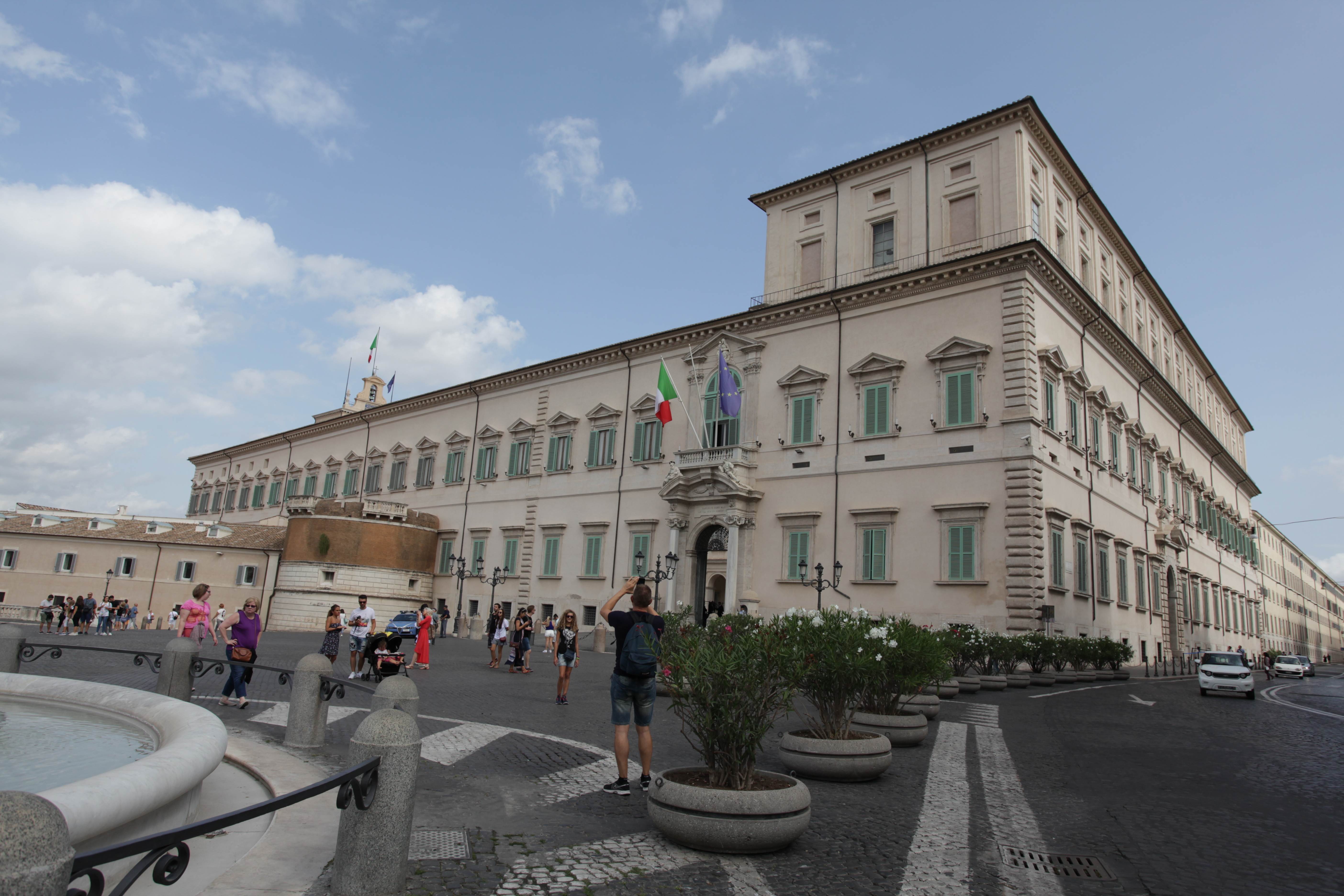
Palazzo del Quirinale
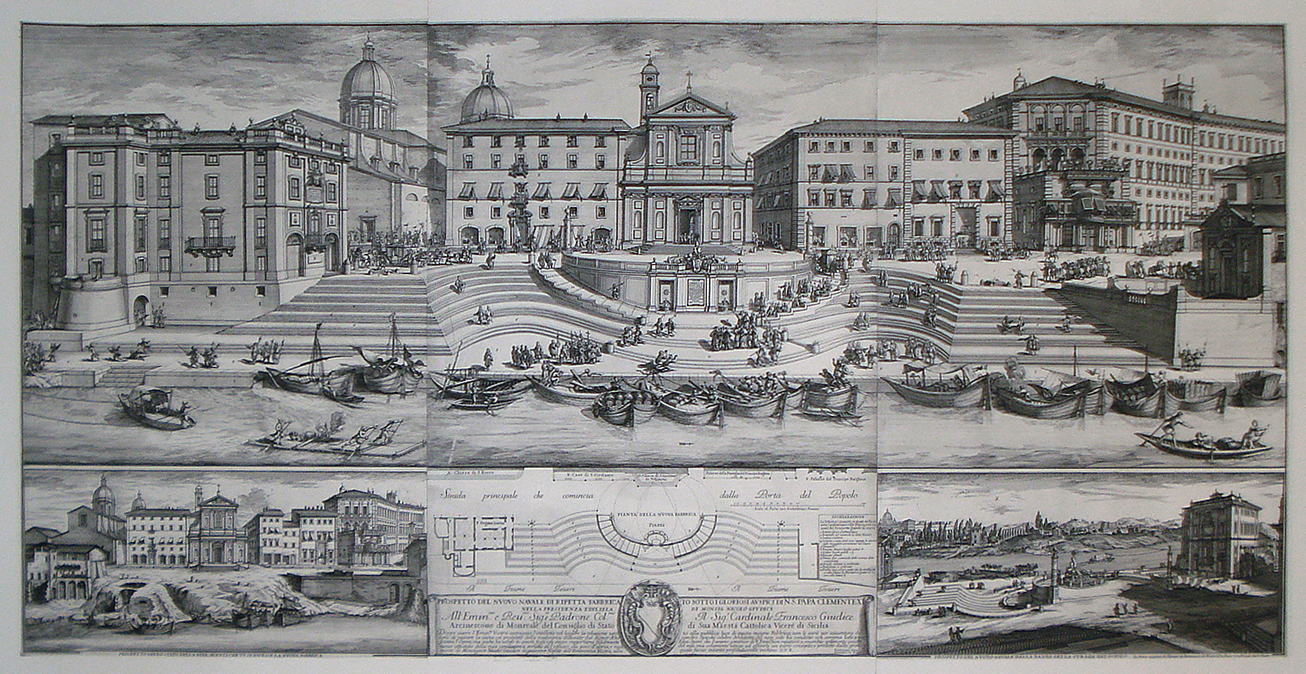
Le port de Ripetta par Alessandro Specchi
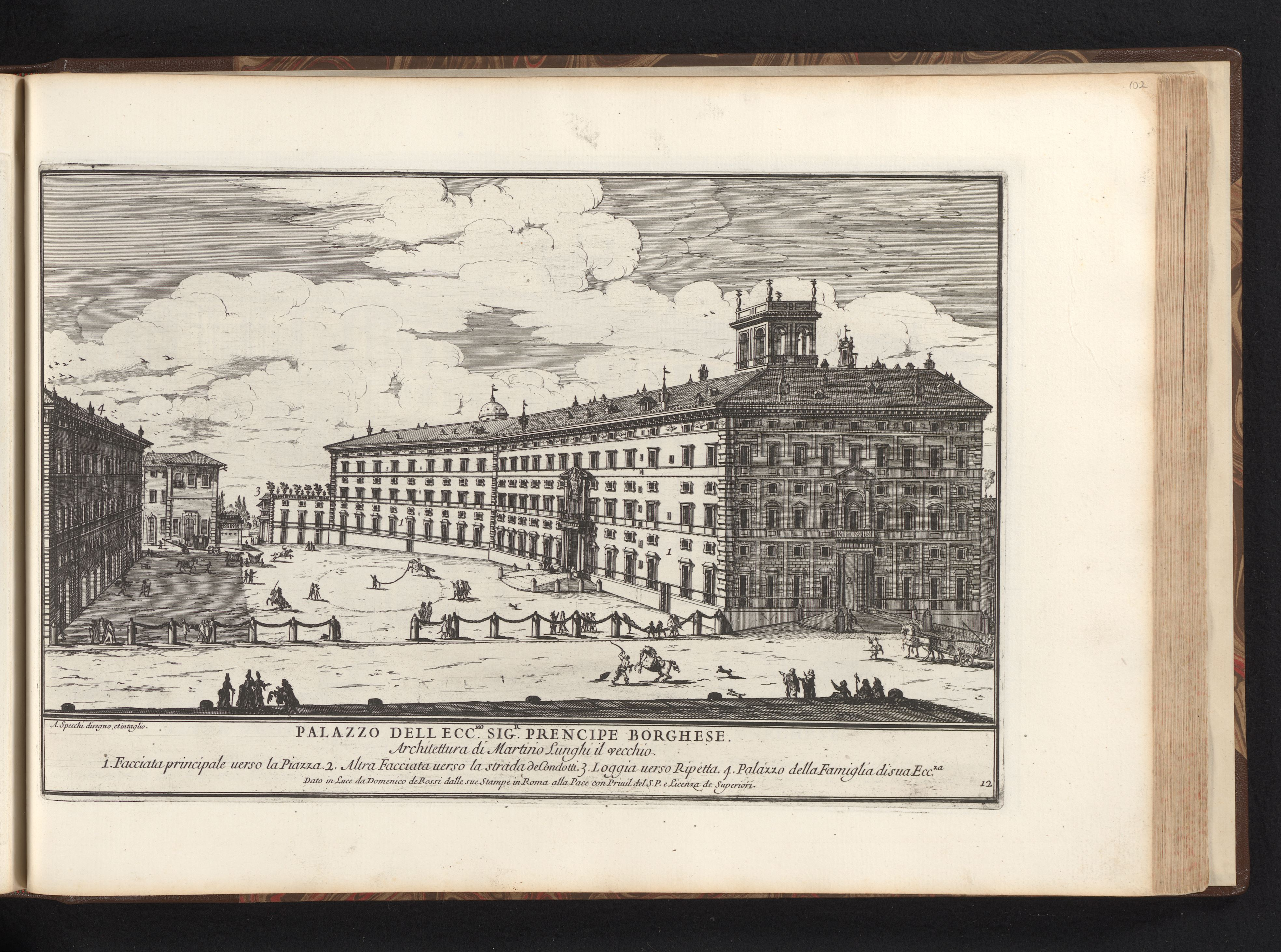
Le palazzo Borghese par Alessandro Specchi